# Will Byers (Stranger Things)
William «Will» Byers es un personaje ficticio de la serie de televisión estadounidense de ciencia ficción y terror de Netflix Stranger Things. Creado por los Hermanos Duffer e interpretado por Noah Schnapp, el personaje aparece de manera recurrente en la primera temporada antes de ser promovido al elenco principal en la segunda temporada.

## Caracterización
Noah Schnapp fue elegido como Will Byers en agosto de 2015. Schnapp fue ascendido al elenco principal para la segunda temporada en octubre de 2016, luego de ser recurrente en la primera. Se reveló que Schnapp regresaría para la tercera temporada en un papel principal el 9 de febrero de 2018. La idea de que Will se comunique con Joyce a través de bombillas se inspiró en las películas de la década de 1980, incluido Poltergeist. En términos de la narrativa en la tercera temporada, Shawn Levy dijo que la temporada se centraría menos sobre Will y dijo: "No vamos a hacer pasar a Will por un infierno por tercera temporada consecutiva. Estará lidiando con cosas, pero no tocará fondo. . . Vamos a estar lidiando con fuerzas del mal que son nuevas".

## Biografía ficticia

### Temporada 1
Will, el hermano menor de Jonathan Byers y el hijo de Joyce y Lonnie Byers, es un chico tímido, amable y, a menudo, ingenuo. En la fiesta de Dungeons and Dragons de su grupo de amigos, Will es el clérigo, pero más tarde ocasionalmente interpreta el papel de Dungeon Master; se le conoce como "Will the Wise" (Will, el sabio; en español). El 6 de noviembre de 1983, desaparece en algún lugar cerca de Mirkwood, un bosque a las afueras de Hawkins después de encontrarse con un monstruo que escapó a través de una grieta hacia el "Upside Down" (El Otro Lado, en español), una dimensión alternativa descubierta por los científicos del Laboratorio de Hawkins. Will comienza a comunicarse con Joyce a través de bombillas, por lo que Joyce organiza una configuración para que Will pueda encender las luces junto a las letras para deletrear oraciones. Cuando Jim Hopper y su madre se aventuran en el Upside Down para encontrarlo inconsciente, lo reviven con RCP y lo devuelven al mundo real, pero todavía tiene efectos secundarios de su tiempo en la dimensión alternativa, incluida una babosa que sale de su boca, visiones del Upside Down y una conexión con el Mind Flayer (Desollamentes).

### Temporada 2
Para 1984, después de su regreso, los residentes locales lo acosan y lo apodan "Zombie Boy" (Niño zombi, en español) después de aparentemente regresar del engaño orquestado por la gente del Laboratorio de Hawkins. Ha tenido citas regulares con el nuevo director del Laboratorio, el Dr. Sam Owens, quien está examinando cualquier vínculo potencial que aún pueda tener con el "Upside Down"; Will tiene visiones regulares del lugar y de un monstruo que se avecina observándolo. Después de una de estas visiones, se lo confiesa a Mike, quien a su vez revela que está intentando contactar a Once. 
Dustin le muestra al grupo un animal parecido a una babosa que encontró y lo llamó D'Artagnan y Will se da cuenta de que lo vomitó durante una de sus alucinaciones. El novio de Joyce, Bob, le dice a Will que "enfrente sus miedos" sin saber cuáles son realmente estos miedos. Cuando Will intenta enfrentarse al monstruo, es poseído por el Mind Flayer. Will es encontrado y despertado, pero comienza a actúa de manera extraña: dibujando garabatos extraños y exigiendo que la casa se mantenga fría. Al día siguiente, tiene una visión de Hopper atrapado en los túneles y Bob descubre el significado de sus dibujos. Hopper es salvado por el grupo, pero los científicos prenden fuego a los túneles, lo que provoca que Will colapsara y convulsionara en agonía. 
Will tiene pérdida de memoria por la experiencia y el Dr. Owens se niega a destruir el túnel, ya que podría matar a Will. Will les indica a los científicos que se dirijan a un lugar específico que no puede ver, pero se revela que el Mind Flayer lo está controlando y lleva a todos a una trampa. Will es sedado para detener al monstruo y rescatado del laboratorio donde puede comunicarse con el grupo a través del código morse y les pide cerrar el portal. Finalmente, se libera del Mind Flayer gracias a los esfuerzos de su madre, su hermano y Nancy Wheeler, quienes expulsan a la criatura a través del calor gracias a una deducción que supusieron después de los comentarios que Will hizo sobre querer permanecer frío. Luego va al baile escolar de invierno donde el Mind Flayer todavía lo vigila a él y a los demás en el otro lado.

### Temporada 3
Para el verano de 1985, Will descubre que todavía tiene un vínculo con el Otro Lado y siente una presencia en privado. Se enoja porque todos sus amigos tienen relaciones y abandonan sus pasatiempos infantiles, como jugar DnD, especialmente porque siente que nunca tuvo una infancia adecuada. 
Tiene una pelea con Lucas y Mike cuando se burlan de él tratando de jugar DnD y Mike lo sigue. Discuten un poco más con Mike exclamando "¡No es mi culpa que no te gusten las chicas!". Si bien no se dice nada más entre los dos, Will está visiblemente herido, y aunque no sabe por qué, Mike también lo está, luciendo como si hubiera tocado un nervio con Will y sin darse cuenta lo lastimó, Will mira una foto de ellos todos más jóvenes y vestidos como Cazafantasmas antes de destruir el "Castillo Byers", su escondite en el bosque. En medio de esto, Will siente que Billy, el hermanastro de Max y Heather, una compañera de trabajo están poseídos y atacan a los padres de este última; allí se da cuenta de que el "desollamentes" (Mind Flayer) todavía está vivo. Will revela su conexión y teorizan que Billy está poseído, atrapándolo en una sauna para descubrir la verdad. Billy escapa y los ataca, antes de huir cuando Once casi lo somete. Todos son atacados en el hospital y luego salvan a Steve, Robin y Dustin en el centro comercial Starcourt. El Mind Flayer ataca y luego es derrotado por el grupo. Tres meses después, Will se muda de Hawkins con su madre, su hermano y Once; como recuerdo regala su propio set de Dungeons and Dragons a Erica Sinclair, la hermana de Lucas.

### Temporada 4
Para 1986, Will ahora vive en Lenora, California con Joyce, Jonathan y Once, quien es acosada por otros estudiantes en su escuela. Mike viene a visitarla durante las vacaciones de primavera; Once afirma que vive feliz, pero Will la confronta por su deshonestidad. Will y Mike son testigos de cómo Once ataca a Angela, su principal acosadora, después de lo cual Will le cuenta a Mike la desesperación de Once. Once es arrestada y en su traslado, es interceptada por el Dr. Owens, quien la lleva a un centro de investigación en Nevada para participar en un proyecto llamado "NINA" que tiene como objetivo restaurar sus poderes.
Will se une a Mike, Jonathan y Argyle (el nuevo amigo de Jonathan) en la búsqueda de Once, mientras evade la persecución del ejército de los EE. UU. dirigido por el coronel Jack Sullivan. Suzie, la novia de Dustin, los ayuda a encontrar las coordenadas del proyecto NINA; llegan cuando Once domina a las fuerzas del Ejército antes de reunirse con ellos. Antes de llegar con ella, Will le muestra a Mike su pintura que lo representa a él y a sus amigos luchando juntos contra un dragón; Will afirma que la pintura fue idea de ella, pero luego rompe a llorar en silencio. Jonathan, que sabe que Will está pasando por un momento difícil, luego le asegura a Will que lo ama y promete estar allí para él. Will, Mike, Jonathan y Argyle ayudan a Once a luchar telepáticamente contra Vecna a través de un tanque de aislamiento casero. Al regresar a Hawkins, Will le comenta a Mike que siente a Vecna vivo y que este no descansara hasta eliminarlos a todos, no sin antes juramentarse que lo van a derrotar. Will también siente que la presencia del Upside Down regresa, justo cuando la dimensión comienza a infiltrarse en Hawkins.

## Recepción

### Recepción de la crítica
Will fue colocado como el tercer mejor personaje de Stranger Things por Screen Rant, solo detrás de Once y Steve Harrington.

### Elogios
Schnapp ha recibido un total de dos premios y seis nominaciones por su papel de Will Byers. Schnapp fue nominado a un MTV Movie & TV Awards en la categoría de Mejor equipo en pantalla con sus compañeros de elenco Gaten Matarazzo, Finn Wolfhard, Caleb McLaughlin y Sadie Sink en 2018, así como en la categoría de Actuación más asustada del año, que ganó. Junto con el resto del elenco principal en la segunda temporada, Schnapp recibió los Premios del Sindicato de Actores de la Pantalla en la categoría de Actuación Sobresaliente de un Conjunto en una Serie Dramática en 2017. Para la tercera temporada, el elenco principal (incluido Schnapp) fue nuevamente nominado para el mismo premio, sin embargo, esta vez el elenco no ganó y una vez más por el mismo resultado. En 2017, Schnapp fue nominado a la categoría de Mejor Actuación en una Serie de TV Digital o Película - Actor Joven en los Young Artist Awards.

### Sexualidad
Los espectadores y fanáticos han especulado que Will es gay y que alberga sentimientos no correspondidos por su mejor amigo Mike, que la serie en sí no ha confirmado ni negado. Los críticos interpretaron los dos últimos episodios de la cuarta temporada como un reconocimiento subtextual de la sexualidad de Will, particularmente durante la escena en la que Will le muestra a Mike su pintura que representa a él y sus amigos luchando, afirmando que es un regalo de Once, solo para llorar en silencio después.  Los hermanos Duffer han comentado en una entrevista de julio de 2022 que esta escena, junto con otras en la cuarta temporada entre Will y Mike, han servido como una forma de "descargarse un poco de esa carga" de hablar sobre su sexualidad y que planean continuar este arco de personaje ya que es un componente crucial de la temporada final. El propio Schnapp declaró en julio de 2022 que cree que es "100% claro" y "algo muy real y obvio" que Will es gay y está enamorado de Mike.